# Bologna Zanolini
Bologna Zanolini (wł: Stazione di Zanolini, do roku 2013 Bologna San Vitale) – przystanek kolejowy w Bolonii, w regionie Emilia-Romania, w prowincji Bolonia, we Włoszech, na linii Portomaggiore - Bolonia.

## Historia
Stacja została uruchomiona w 1887 roku podczas otwarcia linii. Odbudowano ją w 1996 roku jako stacja podziemna.

## Charakterystyka
Jest to dwutorowa podziemna stacja obsługiwana przez peron wyspowy, dostępne z zewnątrz za pomocą schodów.
Oryginalny budynek stacji jest typowym dwupiętrowym budynkiem w stylu kolejowym z czasów otwarcia linii. Został zachowany i znajduje się kilka biur Ferrovie Emilia Romagna.
| Bologna Zanolini                          |  |                                      |
| Linia Bolonia – Portomaggiore (41,000 km) |  |                                      |
| Bologna Rimesseodległość: 1,000 km        |  | Bologna Centrale odległość: 4,000 km |